# بحيرة سانتا في
بحيرة سانتا في سانتا في هي خزان 0.5 ميل (0.80 كم) تقع إلى الجنوب من وسط مدينة وليامز في شمال وسط ولاية أريزونا. الخزان يقع خلف السد سانتا في، الذي بني في الحجر الرملي الأحمر. وقد سميت بعد أتشيسون، توبيكا، وسانتا في السكك الحديدية، والتي تخزن المياه في خزان للقاطرات.

## وصلات خارجية
- أريزونا Boating Locations Facilities Map
- Arizona Fishing Locations Map
- Video of Santa Fe Lake

‌